# Pilip Budkivski
Pilip Budkivski (ucraïnès: Пилип В'ячеславович Будківський; Kíiv, 10 de març de 1992) és un futbolista professional ucraïnès que juga com a davanter pel FC Xakhtar Donetsk.
Des del 2011 va jugar pel FC Illichivets Mariupol com a cedit i el maig de 2012 va signar un contracte de 2 anys per jugar en la lliga ucraïnesa de futbol.